# Condado de Argillo

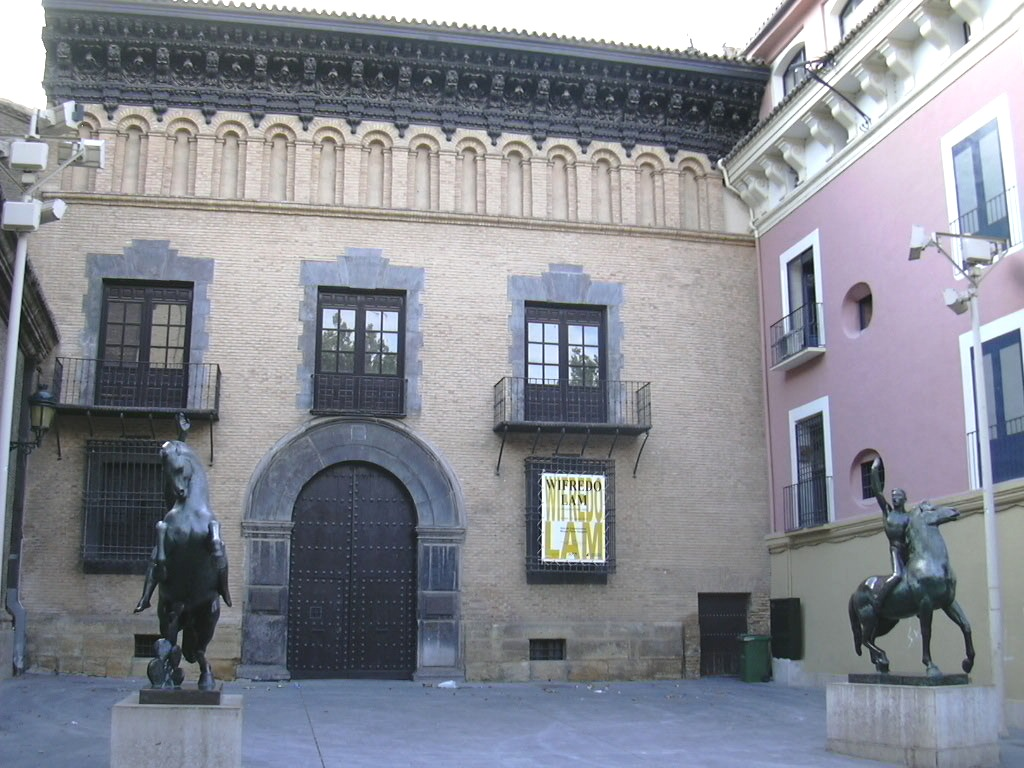
Palacio de los condes de Argillo, en Zaragoza, Plaza de San Felipe, hoy Museo "Pablo Gargallo".

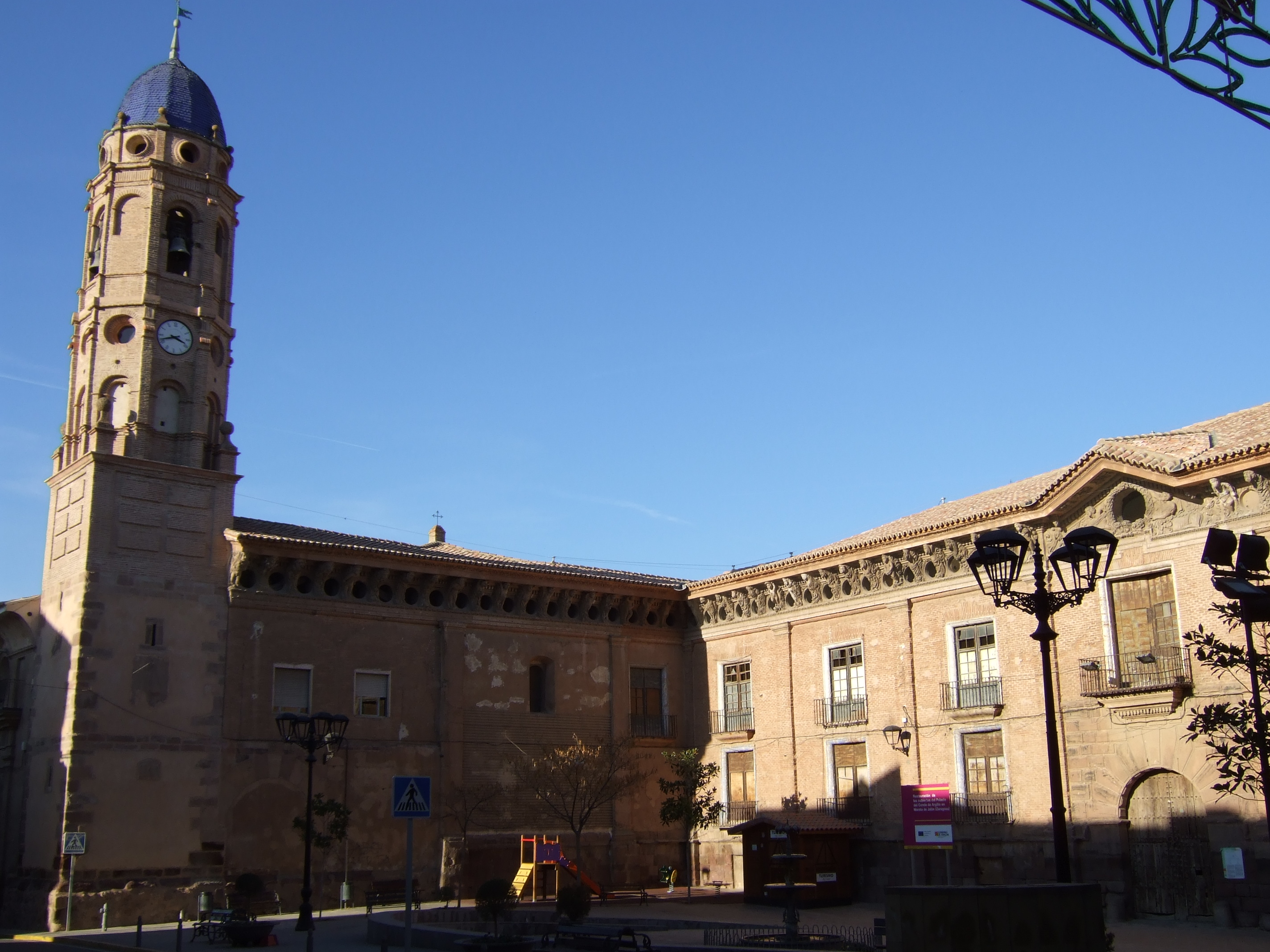
Palacio de los Condes de Argillo, marqueses de Villaverde, condes de Morata, en Morata de Jalón (provincia de Zaragoza).

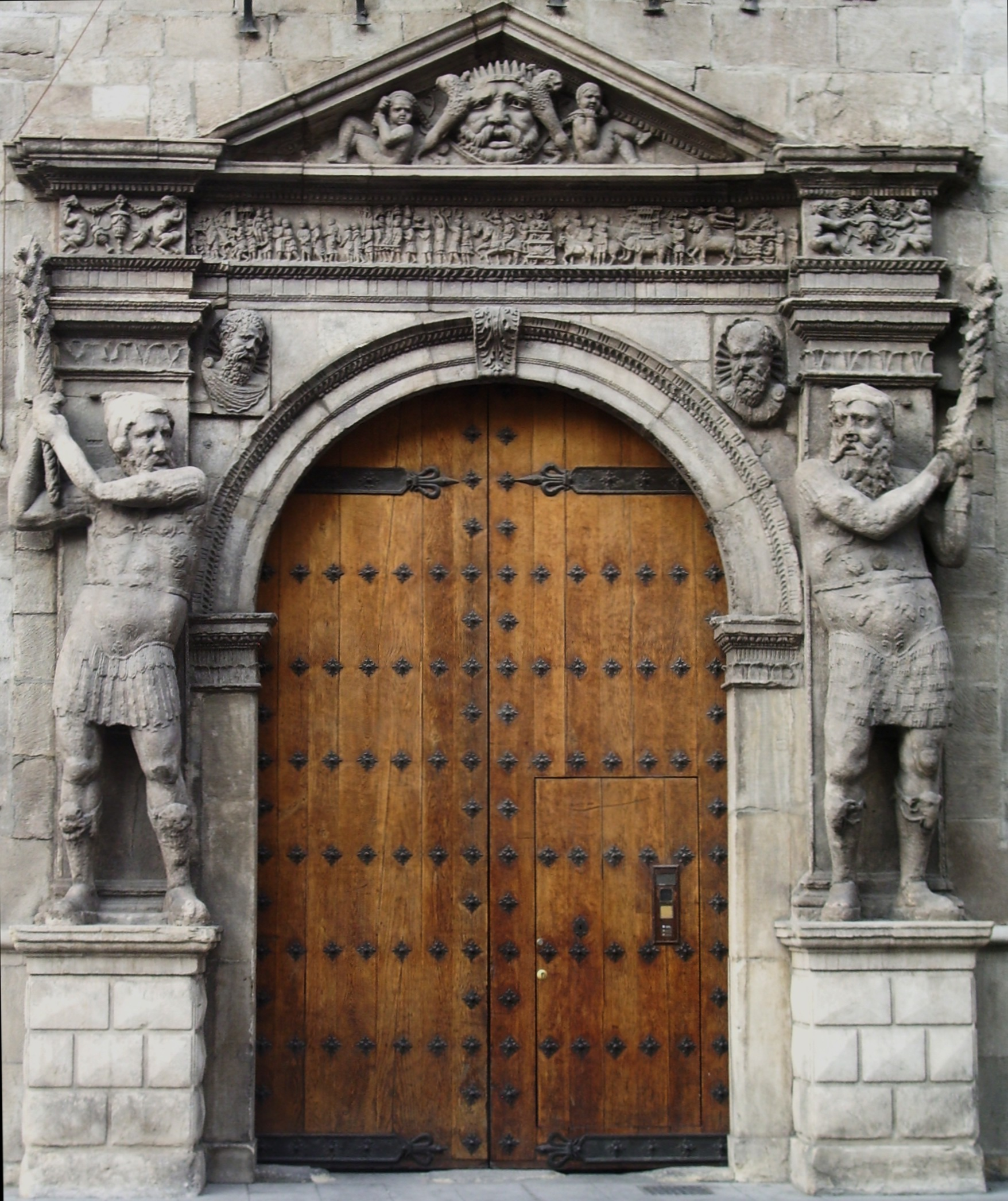
Portada del palacio de los condes de Argillo, marqueses de Villaverde, condes de Morata de Jalón, en Zaragoza, C/ Coso n.º 1. Hoy Tribinal Superior de Justicia de Aragón.

El condado de Argillo es un título nobiliario español creado el 21 de marzo de 1776, por el rey Carlos III, con el vizcondado previo de Pomer, a favor de Miguel Muñoz de Pamplona y Pérez de Nueros, Señor del Quiñón (finca agrícola) de Argillo, cerca de Calatorao, provincia de Zaragoza.

## Antecedentes
Los primeros documentos que hacen referencia a Argillo datan del siglo XII, en que esta villa fue conquistada a los moros por el rey de Aragón Alfonso I "El Batallador", en 1119, año en que se la dona a los Caballeros de la Orden del Temple.
Una vez disuelta esta Orden en 1312, pasa a ser propiedad de la Orden del Hospital de Jerusalén o Sanjuanistas, quienes, cien años más tarde, en 1427, venden Argillo y su quiñón, al caballero bibilitano, Fernando Muñoz de Pamplona que se convirtió en el I señor de Argillo.
Este señorío de Argillo permaneció en la familia Muñoz de Pamplona, durante más de trescientos años, hasta que el IX señor de Argillo, Miguel Muñoz de Pamplona, fue creado I conde de Argillo, convirtiendo el señorío en condado.

## Condes de Argillo
|                         | Titular                                                | Periodo                 |
| Creación por Carlos III | Creación por Carlos III                                | Creación por Carlos III |
| ----------------------- | ------------------------------------------------------ | ----------------------- |
| I                       | Miguel Muñoz de Pamplona y Pérez de Nueros             | 1776-1778               |
| II                      | Luisa Muñoz de Pamplona y Montserrat                   | 1778-1783               |
| III                     | Manuel Muñoz de Pamplona y Pérez de Nueros             | 1785-1805               |
| IV                      | María de la Soledad Muñoz de Pamplona y Sanz de Cortés | 1805-1840               |
| V                       | José Garcés de Marcilla y Muñoz de Pamplona            | 1848-1883               |
| VI                      | Luis Bordiú y Garcés de Marcilla                       | 1884-1921               |
| VII                     | María de la O Esperanza Bordiú y Bascarán              | 1922-1982               |
| VIII                    | Francisco José Martínez-Bordiú y de Cubas              | 1982-actual titular     |

## Historia de los condes de Argillo
- Miguel Muñoz de Pamplona y Pérez de Nueros, i conde de Argillo. Le sucedió su hija:

- Luisa Muñoz de Pamplona y Montserrat (1751-1783), ii condesa de Argillo. Sin descendientes. Le sucedió el hermano de su padre, su tío carnal:

- Manuel Muñoz de Pamplona y Pérez de Nueros, iii conde de Argillo.

1. Casó con Pilar Sanz de Cortés y Connock, hija de los marqueses de Villaverde, condes de Morata de Jalón. Le sucedió su hija:

- María de la Soledad Muñoz de Pamplona y Sanz de Cortés, iv condesa de Argillo, y posteriormente vi marquesa de Villaverde y xi condesa de Morata de Jalón, por fallecimiento de su tía materna María Luisa Sanz de Cortés y Connock, v marquesa de Villaverde.

1. Casó con Juan Garcés de Marcilla y Azuela. Le sucedió su hijo:

- José Garcés de Marcilla y Muñoz de Pamplona (1807-1883), v conde de Argillo, vii marqués de Villaverde, xii conde de Morata de Jalón, barón de Gotor, barón de Illueca.

1. Casó con Rosa Prendergast y Gordon, dama de la Orden de la Reina María Luisa. Sin descendientes. Le sucedió su sobrino (hijo de Antonina y Cristóbal Bordiú y Góngora):

- Luis Bordiú y Garcés de Marcilla, vi conde de Argillo, viii marqués de Villaverde, xiii conde de Morata de Jalón, barón de Gotor, barón de Illueca.

1. Casó con María del Carmen de Prat y Sánchez-Salvador. Le sucedió, de su hijo Cristóbal Bordiú y de Prat, casado con María de la O de Bascarán y Reina, la hija de ambos, su nieta:

- María de la O Esperanza Bordiú y Bascarán (n. en 1896), vii condesa de Argillo, ix marquesa de Villaverde, xiv condesa de Morata de Jalón, baronesa de Gotor, baronesa de Illueca.

1. Casó con José María Martínez y Ortega. Le sucedió, de su hijo Andrés Martínez-Bordiú, xv conde de Morata de Jalón, casado con Isabel de Cubas y Gerdtzen, el hijo de ambos, su nieto:

- Francisco José Martínez-Bordiú y de Cubas (n. en 1952), viii conde de Argillo

1. Casó con Teresa Carmen Taboada y Arechabala. Con descendencia:
  1. Carlota Teresa Martínez-Bordiú y Taboada casó con José María Molina y Llorente.
  2. Almudena Rocío Martínez-Bordiú y Taboada.
  3. Gonzalo Martínez-Bordiú y Taboada.

## Nota
La VII condesa de Argillo, María Esperanza de la O Bordiú y Bascarán, distribuyó sus títulos entre sus hijos y nieto, de tal forma que:
1. Andrés Martínez-Bordiú, fue XV conde de Morata de Jalón. El hijo de éste:
2. Francisco José Martínez-Bordiú y de Cubas, fue VIII conde de Argillo.
3. Cristóbal Martínez-Bordiú, fue X marqués de Villaverde, que casó con Carmen Franco y Polo luego duquesa de Franco, hija única del dictador Francisco Franco y de su esposa Carmen Polo, luego señora de Meirás, con G.E.
4. José María Martínez-Bordiú, fue barón de Gotor.
5. Tomás Martínez-Bordiú, fue barón de Illueca.